# 5,7×28
FN 5,7×28 je malokalibrski naboj, ki ga je razvil belgijski proizvajalec orožja FN Herstal. Gre za novo konstrukcijo, ki je odgovor na razpis zveze NATO za zamenjavo naboja 9x19 Parabellum. Sočasno z nabojem sta bila razviti tudi brzostrelka P90 in pa pištola FN Five-seveN.
Zveza NATO je zahtevala naboj, ki bi imel večjo natančnost in doseg, kot naboj 9×19 mm. Posebna zahteva je bila sposobnost preboja lažjih neprebojnih jopičev na razdaljah do 200 m, ki so se začeli pogosteje pojavljati kot standardna oprema vojakov in je bil naboj 9×19 mm proti njim neučinkovit. Za namen preverjanja učinkovitosti je bil standardiziran t.i. CRISAT oklep, ki je bil sestavljen iz 1,6 mm debele titanove plošče in 20 plasti kevlarja.
Prototip naboja z oznako SS90 je uporabljal oklepnoprebojno kroglo s plastičnim jedrom in bakrenim plaščem. Kasnejša različica SS190 uporablja jedro krogle z jekleno konico in aluminijastim telesom in je po sestavi zelo podobna krogli M855, ki je standardna pri nabojih 5,56×45 NATO. Ta je za 2,7 mm krajša od prvotne krogle, kar je skrajšalo celotno dolžino naboja in ga tako naredilo primernega za uporabo v pištoli FiveSeveN. Proti ciljem, kjer prebojnost ni zahtevana, je bil razvit naboj SS192 s poloplaščeno kroglo z votlo konico.
Za prodajo civilnemu trgu so bili ustvarjeni še naboji SS195 z votlo konico in SS197 z nekoliko višjo hitrostjo krogle, vndar brez sposobnosti preboja oklepa.
Uporaba lažjih krogel povzroči, da je odsun orožja ob strelu približno 30% nižji, kot pri naboju 9×19 mm, kar pomeni večjo natančnost. Večja hitrost krogle omogoča tudi sorazmerno ravno trajektorijo do razdalje približno 100 m. Zaradi daljše krogle z majhno maso so krogle ob zadetku v mehko tkivo nestabilne in so nagnjene k prevračanju okrog prečne osi (to je sicer značilno za večino lahkih in hitrih krogel). Krogle zaradi dokaj nizke mase hitreje izgubljajo kinetično energijo z razdaljo in izgubi večino energije do razdalje 400 m, zato se na večjih razdaljah tudi zmanjša možnost prebojev in odbojev.
Posebnost naboja je tudi tulec, ki za razliko od mnogih podobnih tulcev nima konusa. Ker so tlaki smodniških plinov visoki in zaradi uporabe prostega zaklepa pri brzostrelki P90 so tulci prevlečeni s posebnim polimernim lakom, ki zmanjša trenje tulca v ležišču naboja in s tem olajša izvlačenje. Poleg tega prevleka olajša tudi gibanje nabojev v nabojniku brzostrelke P90.
Kritiki tega naboja menijo, da sorazmerno majhen kaliber ne zagotavlja zadosti hitre onesposobitve nasprotnika, ravno tako poudarjajo, da krogle, ki imajo oklepnoprebojne lastnosti, ne zagotavljajo zadostne učinkovitosti proti nasprotnikom, ki ne uporabljajo balistične zaščite. Te pomanjkljivosti so deloma nadomeščene na račun prevračanja krogle ob zadetku in pa možnosti hitrejšega ter bolj natančnega streljanja na račun manjšega odsuna.